# PR-546
A Rodovia PR-546 é uma estrada pertencente ao governo do Paraná que liga a cidade de Bom Sucesso à cidade de Floresta.

## Denominação
- Rodovia Prefeito Misdei Moreschi, em toda a sua extensão, de acordo com a Lei Estadual 8.276 de 13/01/1986.[1]

## Trechos da Rodovia
A rodovia possui uma extensão total de aproximadamente 37,8 km, podendo ser dividida em 4 trechos, conforme listados a seguir:
| Ponto de referência           | Extensão do trecho | Extensão acumulada | Situação    |
| ----------------------------- | ------------------ | ------------------ | ----------- |
| Bom Sucesso                   | ---                | 0 km               | ---         |
| Entroncamento PR-457 (Itambé) | 26,85 km           | 26,85 km           | Pavimentado |
| Itambé                        | 0,45 km            | 27,3 km            | Pavimentado |
| Acesso a Porto Figueira       | 1,05 km            | 28,35 km           | Pavimentado |
| Floresta                      | 9,45 km            | 37,8 km            | Pavimentado |

Extensão pavimentada: 37,8 km (100,00%)
Extensão duplicada: 0,0 km (0,00%)